# Шариати, Азита
Азита Шариати Халил Абад (швед. Azita Shariaty Khalil Abad; род. 14 января 1968) — шведский топ-менеджер иранского происхождения. С 2014 года возглавляет шведский филиал французской компании Sodexo, занимающейся организацией питания и сервисного обслуживания, где она курирует операции для стран Северной Европы. В феврале 2015 года шведский еженедельный деловой журнал Veckans Affärer назвал её самой влиятельной женщиной в бизнесе в Швеции.

## Биография
Азита Шариати родилась в Тегеране 14 января 1968 года. В 1988 году вылетела в шведский Гётеборг, чтобы навестить своего молодого человека, политического беженца Фарзина Мисради. Она решила остаться в Швеции, вышла замуж за своего молодого человека (муниципального администратора в Сигтуне) и выучила шведский язык. Изучала экономику продуктов питания в Гётеборгском университете и прошла курсы по статистике, лидерству и маркетингу в университетской бизнес-школе.
Когда её муж получил новое назначение в Нюнесхамне, пара переехала с сыном под Стокгольм. В 1998 году Азита Шариати заключила контракт с Sodexo и стала ресторанным менеджером. Она быстро поднималась по карьерной лестнице компании, становясь окружным менеджером, региональным менеджером, директором по продажам, бизнес-менеджером, менеджером по Швеции и, наконец, управляющим директором Sodexo в Швеции и административным директором в Дании.
В 2010 году, будучи страновым менеджером Sodexo для Швеции, она инициировала программу по обеспечению гендерного равенства, нацеленную на то, чтобы 50 % руководящих должностей занимали женщины (в то время доля женщин составляла только 14 %). К 2015 году женщины составляли 50 % общего руководства компании и 46 % высшего руководства. В интервью журналу Veckans Affärer, она пояснила, что теперь хочет сосредоточиться на других областях равенства и инклюзии, особенно на повышении удовлетворённости работой, чтобы сделать Sodexo одним из лучших шведских работодателей. Она также намерена расширить интересы компании, возможно, удвоив число сотрудников. Еще одной областью, на которую она собирается обратить внимание, является сокращение пищевых отходов.
В августе 2015 года Азита Шариати попала в рейтинг 20 женщин в бизнесе стран Северной Европы, составленный Nordic Business Report, где она была охарактеризована как «страстный поборник гендерного баланса и мультикультурализма».